# Marceline Desbordes-Valmore
Marceline Desbordes-Valmore (Douai, 20 de junho de 1786 - Paris, 23 de julho de 1859) foi uma atriz, cantora e poetisa da França da escola literária do Romantismo. Considerada como uma das melhores poetas do romantismo francês  e  única mulher dos chamados poetas malditos. Marceline escreveu sobre a beleza de sua cidade de nascimento, sobre relações amorosas, dificuldades e alegrias das vidas de mulheres e crianças.

## Biografia

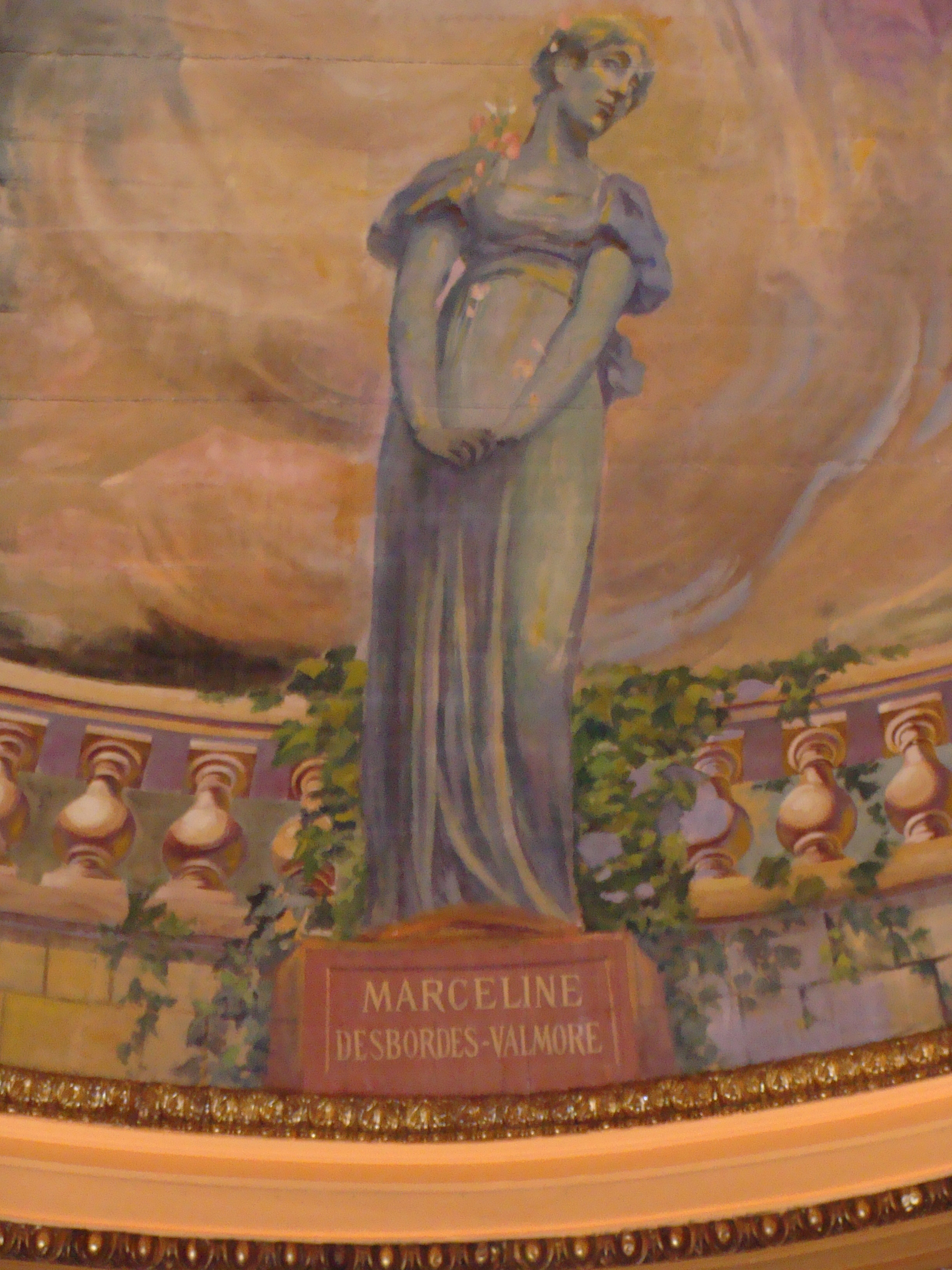
Detalhe do teto do teatro Italiano de Douai, onde está pintado a figura de Marceline Desbordes-Valmore.

Seu pai, Joseph Desbordes, era pintor de escudos e brasões de famílias e teve seu negócio declinado com a Revolução.
Durante a Revolução Francesa, ela se mudou com sua mãe para o arquipélago de Guadalupe, representando papéis menores no cinemas em cidades onde passou, entre Douai e Bordeaux. Publicou seu primeiro poema em 1807, intitulado Le Billet. Quando sua mãe morre de febre amarela (1801), a filha continuou sua carreira de atriz e foi contratada pela Ópera Comique graças as recomendações de Guétry. Cantou O Barbeiro de Sevilha na Odeon e em Bruxelas. Se apaixonou por Henri de Latouche (1785-1851), de quem teve um filho e encorajou-o a escrever, e finalmente se casou em 1817 com o ator Prosper Lanchantin Valmore  e viveu miseravelmente, com muitos infortúnios. Ela publicou a primeira edição de seus Élégies et Romances em 1818. Fez várias aparições como atriz e cantora no Teatro Nacional da Ópera-Comique e no Teatro La Monnaie, em Bruxelas.
Com a ajuda de Madame Recamier, Mademoiselle Mars, Alphonse Lamartine, Victor Hugo e Dumas, e mais tarde de Sainte-Beuve e Baudelaire, publicado outras coleções de versos. Antecipa-se a Paul Verlaine e Arthur Rimbaud e abre da poética de Renee Vivien, Anna de Noailles e Marie Noël.
Sua poesia é conhecida por sua estética sombria, deprimente e intransigente. É a única mulher incluída em uma seleção de poetas de Paul Verlaine conhecidos como poetas malditos. Uma cópia de seus poemas foi encontrado na biblioteca pessoal de Friedrich Nietzsche.

## Obras
- 1816 — Chansonnier des grâces
- 1819 — Élégies et romances
- 1825 — Elégies et Poésies nouvelles
- 1829 — Album du jeune âge
- 1830 — Poésies Inédites
- 1833 — Les Pleurs
- 1839 — Pauvres Fleurs
- 1843 — Bouquets et prières
- 1860 — Poésies posthumes (póstuma)